# عبدالرحیم ساربان
عبدالرحیم ساربان (زاده ۷ حمل ۱۳۰۹ کابل - درگذشت ۱۳ حمل ۱۳۷۲ پشاور) خواننده، آهنگساز و شاعر اهل افغانستان بود.

## زندگی‌نامه
عبدالرحیم ساربان «محمودی» در ۲۷ مارس ۱۹۲۹ (۷ فروردین ۱۳۰۹) در شهر کابل زاده شد. ساربان آموزش ابتدایی را در مدرسه قاری عبدالله و متوسطه را در دبیرستان میخانیکی کابل به پایان رساند. در سال ۱۳۳۱ وارد کارهای هنری شد و نخستین فعالیت‌های هنری‌اش را که بازی در تئاتر و آوازخوانی بود زیر نظر استاد فرخ افندی آغاز کرد. ساربان پس از مدت زمانی دریافت که پیوندش با موسیقی است و فعالیت‌اش را بیشتر در راستای موسیقی ادامه داد.
وی عاشق دختری از نواده‌های ظاهر شاه شده بود ولی به وصال نینجامید.
قریب به ۲۰ سال آواره کوه و بیابان می شود!
یک خبرنگار افغان پی اش می رود
آخر این خواننده افغان کدام سو بسر می برد!
عاقبت او را می یابد و میان مردمان می آورد
لباس شیکی به تنش میکند و او را روی سِن می برد تا برای مردم بخواند جوان تر ها چیزی نمی‌دانند اما پیران مجلس وقتی نوای خوش اش را می شنوند از خود بی خود شده و اشک میریزند
آنها ساربان را به یاد می آورند
ساربان آمد اما آن آدم سابق نبود
ساربان عارف شده بود.البته این حرف ها شبیه داستان تا واقعیت بوده.که بعدا توسط پسر ایشان یعنی عبدالرب ساربان تکذیب شد
ساربان در سال ۱۳۶۸ خورشیدی دچار بیماری فلج شد به طوری که دیگر نمی‌توانست به فعالیت هنری‌اش ادامه دهد. پس از سال ۱۳۷۱ خورشیدی که درگیری‌های گروهی سبب ویرانی کابل شد، همراه با خانواده به پشاور پاکستان مهاجرت کرد.
ساربان در سن ۶۵ سالگی درگذشت. در ابتدا در شهر پیشاور پاکستان دفن شد ولی بعد‌ها پیکر وی به کابل انتقال یافت. آرامگاه او اکنون در شهدای صالحین کابل می‌باشد.

## تصنیف های ماندگار
- بیا که بریم به مزار
- یا مولا دلم تنگ آمده
- خورشید من کجایی
- حال که دیوانه شدم می‌روی(اولین بار توسط ایشان سروده شد)
- فراق آتش به جان افروخت
- ای دیر به دست آمده
- نازی جان همدم من
- ثریا چاره ام کن
- از بس که نازنینی
- مُشک تازه می‌بارد ابر و بهمن کابُل
- ای ساربان آهسته ران
- از چشم تو چون اشک سفر کردم و رفتم